# Деттінгенська битва

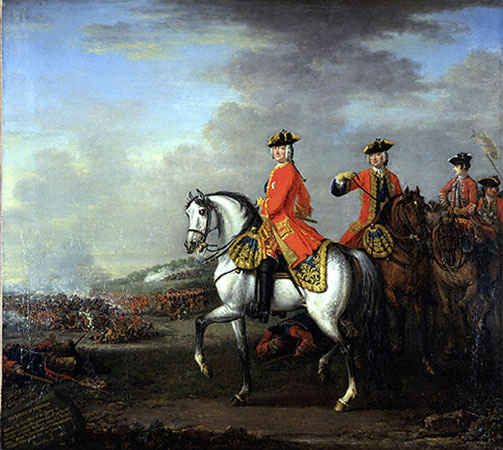
Король Георг II в битві при Деттінгені

50°02′56″ пн. ш. 9°01′06″ сх. д. / 50.048888888889° пн. ш. 9.0183333333333° сх. д.
Деттінгенська битва (нім. Schlacht bei Dettingen) — битва між союзною армією «Прагматичної санкції» (австрійці, англійці, ганноверці), під командуванням британського короля Георга II і французькою армією маршала Адрієна де Ноайля. Відбулася 27 червня 1743 року біля селища Деттінген (нім. Dettingen), нині Карлштайн-ам-Майн, у баварській провінції Нижня Франконія в ході війни за австрійську спадщину. Битва завершилася перемогою «Прагматичної санкції».

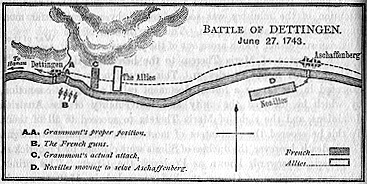

Очолювані Георгом II союзні англо-ганноверсько-австрійські війська вийшли з Австрійських Нідерландів до річки Майн, де були атаковані чисельно переважаючою французькою армією на чолі з маршалом Ноайлем. Союзники зуміли відбити атаку і відкинути французів за Майн, продовжуючи переслідувати їх аж до річки Рейн.
Георг II назавжди залишився останнім правлячим британським монархом, який командував військами на полі битви.